# 椎葉忠志
椎葉 忠志（しいば ただし、1973年 - ）は、日本の実業家、株式会社Aiming CEO、ONE-UP株式会社元代表取締役。

## 人物・経歴
1973年生まれ。立教大学卒業後、1997年テクモ株式会社に入社。家庭用ゲーム開発からゲーム業界のキャリアを開始。
2003年、株式会社ゲームオンに入社、2006年12月東証マザーズにIPO、2008年3月同社常務取締役退任。ゲームオンでは日本で最初に最も成功したFreeToPlay(基本無料)型MMORPG「REDSTONE」の立ち上げなどを行う。
2008年6月、ONE-UP株式会社代表取締役就任。ONE-UPではソーシャルゲーム初期の代表的なヒット作「ブラウザ三国志」「戦国IXA」等を立ち上げ成功させる。2011年5月同社退任。
2011年5月から株式会社AimingCEO（最高経営責任者）。
オンラインゲーム事業の計画立案、運営、開発、マーケティングと現場レベルから経営レベルまで幅広い知識と実績を持つ。